# القوات المسلحة السلوفينية
القوات المسلحة السلوفينية أو الجيش السلوفيني [SAF] (باللغة السلوفينية: Slovenska vojska؛ [SV]) هي القوات المسلحة لسلوفينيا. منذ 2003، جُهزّ كجيش احترافي عامل بالكامل. القائد العام للقوات المسلحة السلوفينية هو رئيس جمهورية سلوفينيا، بينما تقع القيادة العملياتية في نطاق رئيس هيئة الأركان العامة للقوات المسلحة السلوفينية.

## معرض الصور

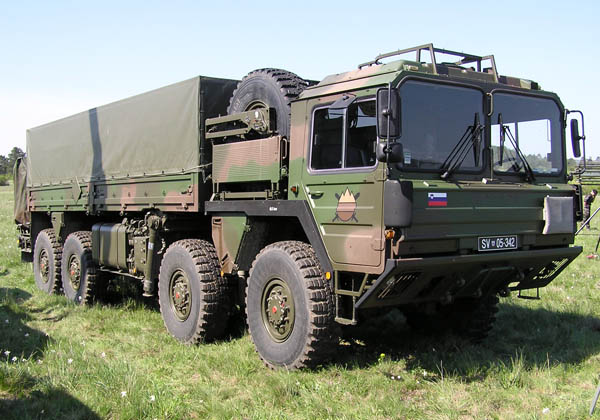
شاحنة مان عاملة في الجيش السوفيني
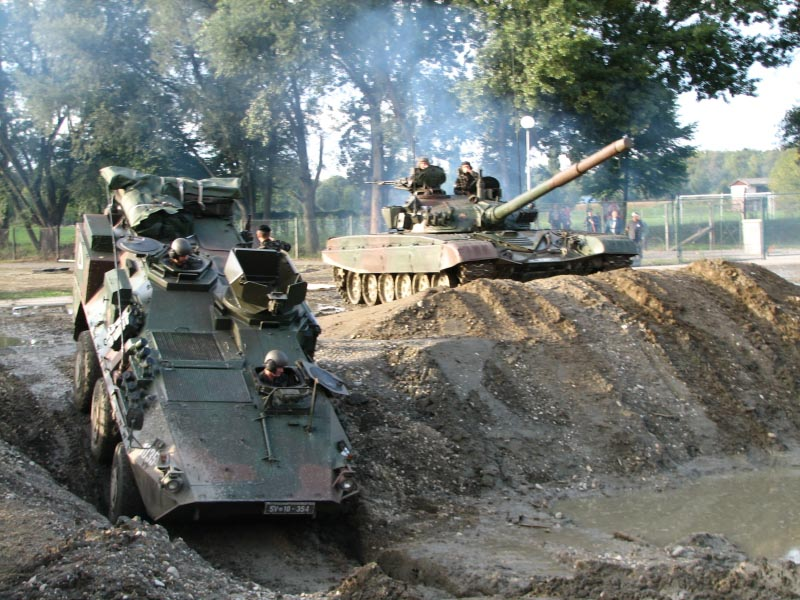
مركبات مدرعة سلوفينية
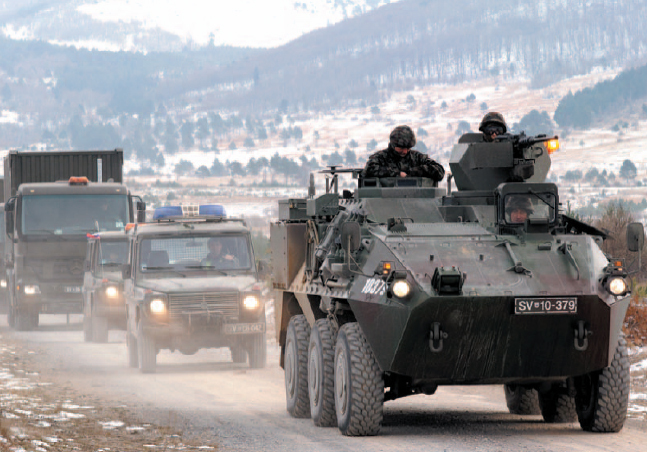
قافلة سلوفينية في كوسوفو ضمن بعثة قوات كوسوفو
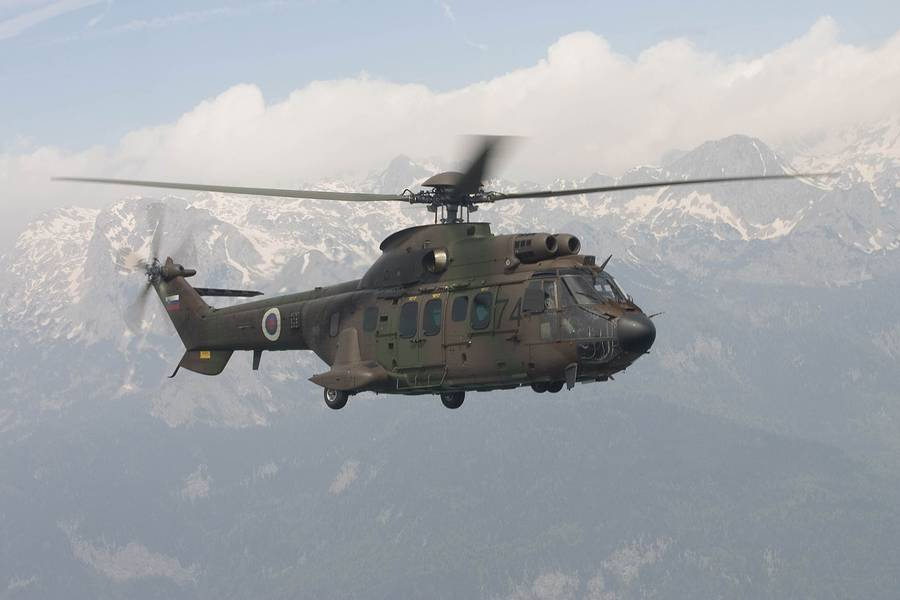
يوروكوبتر إيه إس 532 كوغار تابعة للقوات الجوية السلوفينية
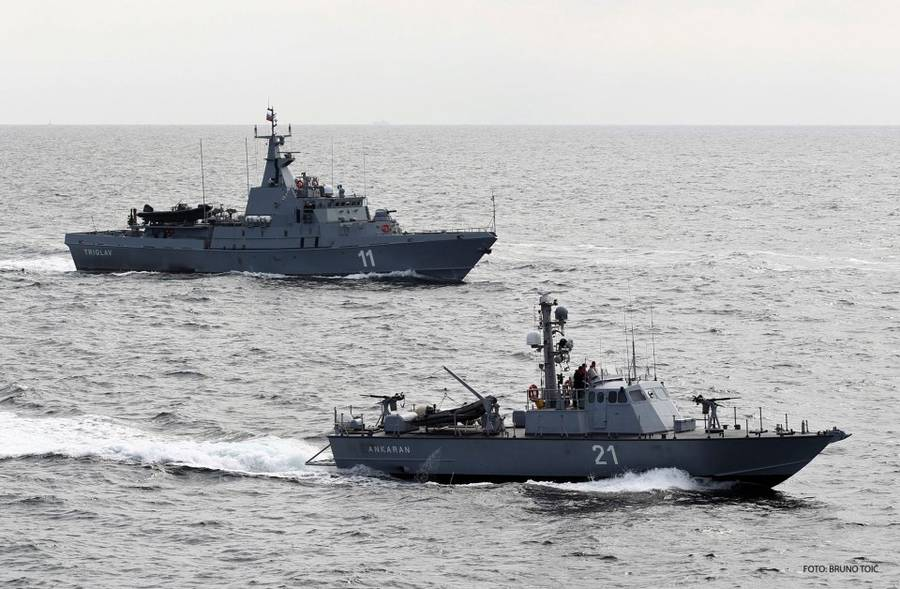
زورقا الدورية تريغلاف وأنكاران

## للمزيد من القراءة
- Furlan, Branimir (2013). "Civilian Control and Military Effectiveness: Slovenian Case," Armed Forces & Society 39, No. 3, pp. 434–449.

## وصلات خارجية
- الموقع الرسمي
- الموقع الرسمي لوزارة الدفاع السلوفينية
- Slovenian Air Force
- Slovenian Armed Forces/Slovenska vojska